# Oxalis doceana
Oxalis doceana é uma espécie de planta do gênero Oxalis e da família Oxalidaceae. 

## Taxonomia
A espécie foi descrita em 1994 por Alicia Lourteig. 

## Forma de vida
É uma espécie terrícola e herbácea. 

## Descrição
| Raiz               | Raiz                |
| ------------------ | ------------------- |
| tipo               | fibrosa             |
| Caule              |                     |
| tipo               | haste               |
| Folha              |                     |
| disposição         | espiralada          |
| folíolo            | persistente         |
| estípula           | ausente             |
| ápice              | inteiro agudo       |
| pecíolo            | piloso              |
| raque foliar       | ausente             |
| superfície adaxial | pilosa              |
| superfície abaxial | pilosa              |
| folíolo mediano    | lanceolado/elíptico |
| Inflorescência     |                     |
| tipo               | dicásio             |
| pedúnculo          | piloso              |
| Flor               |                     |
| pedicelo           | piloso              |
| sépala             | pilosa              |
| calosidade         | ausente             |
| corola             | amarela             |
| estigma            | sub capitado        |
| óvulo              | 1                   |
| Fruto              |                     |
| lóculo             | glabro              |

## Conservação
A espécie faz parte da Lista Vermelha das espécies ameaçadas do estado do Espírito Santo, no sudeste do Brasil. A lista foi publicada em 13 de junho de 2005 por intermédio do decreto estadual nº 1.499-R. 

## Distribuição
A espécie é encontrada no estado brasileiro de Espírito Santo. 
A espécie é encontrada no domínio fitogeográfico de Mata Atlântica, em regiões com vegetação de floresta ombrófila pluvial.